# ایستگاه اوموری کایگان
ایستگاه اوموری کایگان (به ژاپنی: Ō大森海岸駅 Ōmori-Kaigan-eki) یک ایستگاه قطار در منطقه اوموری در اوتا-کو، توکیو در توکیو در ژاپن است. این ایستگاه در مسیر خط اصلی کیکیو قرار دارد.